# Imunidade de grupo
A imunidade de grupo (também chamada de imunidade de rebanho, efeito de rebanho, imunidade de comunidade, imunidade de população  ou imunidade em massa) é uma forma de proteção indireta contra doenças infecciosas que podem ocorrer com algumas doenças quando uma porcentagem suficiente da população se torna imune a uma infecção, seja por vacinação ou infecções anteriores, reduzindo assim a probabilidade de infecção para indivíduos sem imunidade.

## Imunidade de rebanho por vacina
As vacinas são substâncias antigénicas que estimulam o sistema imunitário a desenvolver imunidade adquirida a determinado patógeno. Essa imunização previne ou atenua os efeitos de uma eventual infeção por esse patógeno. Nesse sentido, as vacinas protegem o corpo de doenças infecto-contagiosas ou ajudam no tratamento contra essas doenças e quanto maior o nível de cobertura de uma vacina numa determinada comunidade, maior é a idade média do primeiro contato com o respectivo agente infeccioso. Isso favorece o controle da doença, pois o adiamento de infecções faz com que elas apareçam mais em adultos, fase da vida em que há maior capacidade de resposta imunológica. Por outro lado, pode causar um aumento de epidemias nessa faixa etária.
A percentagem que uma população necessita de estar imune para se atingir a imunidade de grupo varia de doença para doença. Quanto mais contagiosa for a doença maior a percentagem de população necessita de estar imune para cessar a sua propagação. Por exemplo, o sarampo é uma doença altamente contagiosa. É necessário que cerca de 94% da população seja imune para interromper a cadeia de transmissão.

## Imunidade de rebanho por infecção
A imunidade de rebanho por infecção (ou imunidade de rebanho por contágio, imunidade de rebanho por transmissão ou imunidade de rebanho sem vacinas) é uma tese arbitrária ao consenso da comunidade  científica mundial e baseada no pensamento de que os anticorpos possam ser adquiridos pela infecção natural e a imunidade coletiva atingida sem vacinas.
A busca pela imunidade coletiva por meio de infecção adquirida naturalmente foi uma das muitas estratégias propostas para controlar a pandemia de coronavírus e chegou a ser cogitada por autoridades do Brasil, Reino Unido e Estados Unidos, mas os cientistas deixaram claro que esta não é sequer uma hipótese que possa ser considerada. O consenso dos infectologistas é de que a vacinação é o único caminho aceitável para a imunidade do rebanho e a adoção da infecção natural pode ser profundamente falha, diretamente perigosa e entendida até como crime contra a saúde pública.